# Сергіє Крешич
Сергіє Крешич (сербохорв. Sergije Krešić / Сергије Крешић; в Іспанії більше відомий як Серхіо Крешич (ісп. Sergio Kresic), нар. 29 грудня 1946, Спліт) — югославський футболіст, що грав на позиції захисника. По завершенні ігрової кар'єри — тренер.

## Ігрова кар'єра
Крешич вихованець футбольного клубу «Хайдук» (Спліт), але в команді не закріпився і був відданий в «Спліт». У 1967 році перейшов в американський «Клівленд Стокерс». Після американського етапу, перебрався до Бельгії у «Беверен»), а в 1970 році повернувся до Югославії, де грав за «Бор» та ОФК (Белград).
Завершував професійну ігрову кар'єру у клубі «Бургос», за команду якого виступав протягом 1975—1978 років, протягом двох років він виступав у Ла Лізі. У віці 29 років, вирішив завершити футбольну кар'єру, останнім клубом для нього став «Х'юстон Ураган».

## Кар'єра тренера
Свою тренерську кар'єру почав у молодіжному складі футбольного клубу «Хайдук». Через його руки пройшли майбутні хорватські зірки, такі як: Роберт Ярні, Ігор Штімац, Ален Бокшич, Звонимир Бобан, Славен Билич і Альоша Асанович. В 1986 році, він, нарешті, отримав свій шанс тренувати першу команду.
У 1987 році, він почав тренерську кар'єру в Іспанії. Його першим клубом став «Бургос», де він грав десять років тому. Клуб позбувся боргів, але того клубу, де грав, вже не було, замість нього був створений «Реал Бургос», якому до 1987 року вдалося вийти в Сегунду. З Крешичем «Реал Бургос» дебютував у другому дивізіоні, в кінці сезону команда посіла 13 місце, і керівництво клубу вирішило продовжити з ним контракт. У своєму другому сезоні Сергіє через 8 турів був звільнений з поста головного тренера.
У грудні 1989 року очолив «Марбелью», яка знаходилася в Сегунді Б з 7 очками. Його робота в новому клубі була помітна, але він не зміг врятувати клуб від вильоту. У «Марбельї» були шанси залишитися, але нічия в останньому турі не врятувала їх від вильоту.
Клуб був упевнений, що Крешич зможе виправити ситуацію в кращу сторону і залишив його на посаді. У наступному сезоні 1990/91 Сергіє повністю підсилив склад і посів перше місце у групі 9 Терсери, побивши всі рекорди (найкращий бомбардир, більше перемог і менше поразок). У новому сезоні команда продовжувала традиції. Головний тренер, вирішивши не підсилювати склад і продовжити грати тими же гравцями, що грали у попередньому сезоні. Команда закінчила сезон на першому місці і після матчів плей-оф все ж вийшла в Сегунду. Таким чином Сергіє Крешич став першим в історії тренером, якому вдалося вивести клуб у другий дивізіон.
У сезоні 1992/93 «Марбелья» дебютував у Сегунді і Крешич продовжує довіряти гравцям, які допомогли йому вийти спочатку в Сегунду Б а потім і в другий дивізіон. Після гідного початку команда знаходилась у середині турнірної таблиці. У підсумку за втручання мера Марбельї, команда посіла сьоме місце, хоча клуб був у кроці від виходу в Ла Лігу.
Незабаром після відходу з «Марбельї» він перейшов у «Реал Бетіс», але вже в березні 1994 року був звільнений. Наступні три роки, Крешич тренував «Меріду»
У 1999 році очолив «Лас-Пальмас» і в кінці сезону зміг вивести команду у Ла Лігу. У новому сезоні посів 11 місце з 46 очками.
У жовтні 2001 року став тренером «Мальорки», де він працював протягом більшої частини сезону 2001/02, і за два тури до кінця чемпіонату був звільнений.
У 2000-ті тренував різні іспанські команди, такі як: «Рекреатіво», «Реал Вальядолід» та «Реал Мурсія»
1 липня 2008 року стало відомо, що новим тренером «Нумансії» стане Сергіє Крешич. Дебютував з перемоги над «Барселоною» (1:0). Але 17 лютого 2009 року був звільнений через погані результати.
У сезоні 2009/10 повернувся в «Лас-Пальмас», але 12 квітня 2010 року був звільнений за незадовільні результати.
У 2012 році він був запрошений на посаду спортивного директора футбольного клубу «Хайдук Спліт» і пропрацював до травня 2013 року.

## Титули і досягнення

### Як гравця
- Володар Кубка Югославії (1):

«Хайдук» (Спліт): 1966—67

### Як тренера
- Володар Кубка Югославії (1):

«Хайдук» (Спліт): 1983—84, 1986—87